# Лозуватські скелі
Лозуватські скелі — геологічна пам'ятка на правому березі річки Інгул на схід від села Лозуватка, Компаніївському районі, Кіровоградська область. Довжина мегаліту — близько 200 м, площа — 2 га. Висота скель близько 20 м, візуалізуються відшарування пегматоїдного крупнозернистого рожево-сірого граніту. Місцями можна побачити пегматити з нечіткою графічною структурою кіровоградського комплексу палеопротерозоя. На рєльєфі можна побачити, як граніти прорізають жилки молочно-білого кварцу, шириною 0,2-0,5 м. Скелі мають статус заповідних Загрожує повне знищення у наслідок діяльності кар'єру поруч.